# つばめ (人工衛星)
つばめ（超低高度衛星技術試験機、SLATS、Super Low Altitude Test Satellite）は、宇宙航空研究開発機構 (JAXA) が開発した、人工衛星の超低軌道飛行技術の確立を目的とした人工衛星。2017年（平成29年）12月23日にH-IIAロケット37号機によりしきさいと相乗りで打ち上げられた。プロジェクト総資金は34億円。
2019年4月2日以降、271.5kmから181.1kmの超低軌道の軌道保持運用を実施し、イオンエンジンによる軌道保持・大気密度データの取得・原子状酸素データの取得・超低高度からの光学撮像等を実証した。また、イオンエンジンとガスジェットエンジンを併用して高度167.4kmを周回しギネス世界記録に認定された。

## 概要
従来の地球観測衛星は低軌道でも高度600から800km程度を保ち、つばめで実証した高度300km以下の超低軌道ではそれと比較して大気密度が高いことから1000倍以上の空気抵抗を受けてしまうため、衛星の速度が低下して高度が急速に落下し長期継続的な活動は不可能であった。一方、超低高度での継続的な地球観測が実用化できれば、衛星はより地上に近い位置で活動できるため同じ性能のセンサでも取得データは高分解能となり、従来高度での撮像能力を維持するならば小型・軽量化が可能になる。
周回軌道は太陽非同期軌道とし、高度268 km以下ではイオンエンジンの電力確保のため降交点通過地方時刻が16時となるドーンダスク軌道に近い軌道がとられる。

## 運用
つばめは2017年12月23日にH-IIAロケット37号機により、しきさいを高度793kmで分離した後、2度ロケットを燃焼させて高度481kmまで低下したところで分離された。投入軌道は遠地点643 km×近地点450 kmの楕円軌道であり、3ヶ月の機能性能確認期間にガスジェットエンジンを使って高度392 kmの円軌道に移行した。
2018年4月から軌道遷移フェーズとして太陽電池パドルを進行方向に向けたエアロブレーキ姿勢に入り、大気抵抗を大きくして燃料消費を抑えながら高度を下げる。
2019年4月、高度271.5 kmでエアロスルー姿勢（光学観測姿勢）に移行して大気抵抗を最小化し、機体に生じる空気抵抗に相当する力をイオンエンジンの推進力で補償する軌道維持を開始。271.5、250、240、230、216.8、181.1kmの超低高度で速度を維持することに成功し、更に後期運用段階ではイオンエンジンの出力だけでは高度を保持できない際に、ガスジェットを自律的に併用することで高度167.4kmを9日間保持した。高度216.8kmにおける大気抵抗はだいち2号の高度（628km）と比較して約3500倍であった。
軌道保持運用は2019年9月30日 9時42分に終了し、10月1日 19時13分に停波作業を実施、運用を終了した。
また、超低高度での原子状酸素の影響による金色の熱制御材（多層インシュレーション：Multi Layer Insulation）のポリイミドフィルムの劣化をモニタリングする装置も備え、軌道高度300 km以下における長期間（6か月）の原子状酸素量の計測や大気曝露による材料劣化のモニタリングを世界で初めて実施し、JAXAが開発した材料が長期間の原子状酸素の曝露に耐えることも実証した。

## 搭載機器

### イオンエンジン
つばめでは、従来から衛星のエンジンとして一般的に使われているガスジェットエンジン（化学エンジン）に比べて、燃料の使用効率が10倍高いキセノンイオンエンジンを採用することで長期間にわたって軌道高度を維持できるようにする。キセノンイオンエンジンは小惑星探査機はやぶさで使用されたことで有名になったが、つばめでは技術試験衛星きく8号で採用されたイオンエンジンのXIESに改良を加えたものを使用する。

### 小型高分解能光学センサー (SHIROP：Small and High Resolution Optical Sensor)[11]
- 有効開口径：20cm
- 焦点距離：2m
- 観測波長：0.48μm - 0.7μm（モノクロ）
- 地上分解能 (GSD)[16]
  - 高度271km：73cm
  - 高度217km：59cm
  - 高度181km：49cm
- 視野角：17.7mrad（CT：衛星進行方向と直交）×11.8mrad（AT：衛星進行方向）[16]
  - 高度217kmで3.8km（CT）×2.5km（AT）
- 望遠鏡方式：カセグレン型＋補正レンズ
- 検出器：2次元CCD、TDI撮像（最大64段階）
- 解像度：6,576px × 4,384px[16]
- 重量：19.4kg
- 電力：27.8W（保温ヒータ含めて33W）

GPS受信機を搭載し指定した撮像地点に応じて撮像時刻を自律決定する。

### 小型光学センサ (OPS)[8]
- 観測波長：カラー画像
- 空間分解能：30 m級
- 口径：2cm
- 質量：1.9kg

### 原子状酸素モニタシステム（AMO）

#### 原子状酸素衝突フルエンスセンサ(AOFS)
- 構成：コントローラ、センサヘッド6台、コンタミモニタヘッド2台[10]
- センサ寸法：直径12.2mm、高さ15.0mm[4]

#### 材料劣化モニタ(MDM)
カメラで1週間に1度、試料サンプルの劣化状態を撮影する。
- 試料
  - MLI（多層断熱材）最外装材料
    - 耐AOコーティング/ポリイミドフィルム（UPILEX-R）/Al
    - 耐AO性ポリイミドフィルム（BSF-30）/Al
    - UV遮蔽コーティング/耐AO性ポリイミドフィルム（BSF-30）/Al
    - ベータクロス/Al

  - 配線
    - Expanded PTFEケーブル（直径1.18、1.35、1.58mm）
    - ETFEケーブル

  - OSR（熱制御材）
    - FEPフィルム（1mil、5mil）/Ag
    - ITOコーティング/FEPフィルム（5mil）/Ag

  - モニタ材料
    - ベスペル（AO衝突量の把握目的）

## その他
- 2019年4月23・25日・5月8日、東京ヤクルトスワローズとコラボレーションし、明治神宮球場スタンド掲出されたヤクルト球団設立50周年を記念する文字を撮影した[17][18]。
- 2019年8月29日、新幹線つばめを運行するJR九州とコラボレーションし、熊本総合車両所に掲出した「つばめ」の文字の横断幕を撮影した[19]。
- 2019年12月24日、つばめは地球観測衛星としては最も低い高度167.4 kmを飛行したことで「最も低い地球観測衛星の軌道高度」としてギネス世界記録に認定された[20][9]。